# 锦城大道站
锦城大道站位于成都市成都高新区锦城大道、万象南路与锦悦西路交叉口地下，是成都地铁5号线和9号线的一座地下换乘车站，因横跨锦城大道而得名。本站于2019年12月27日启用。

## 车站结构
本站是一座地下三层岛式站台车站，地下二层为5号线站台、地下三层为9号线站台。两条线路构成T字形节点换乘，5号线站台往华桂路方向头端与9号线站台中部设置换乘节点。

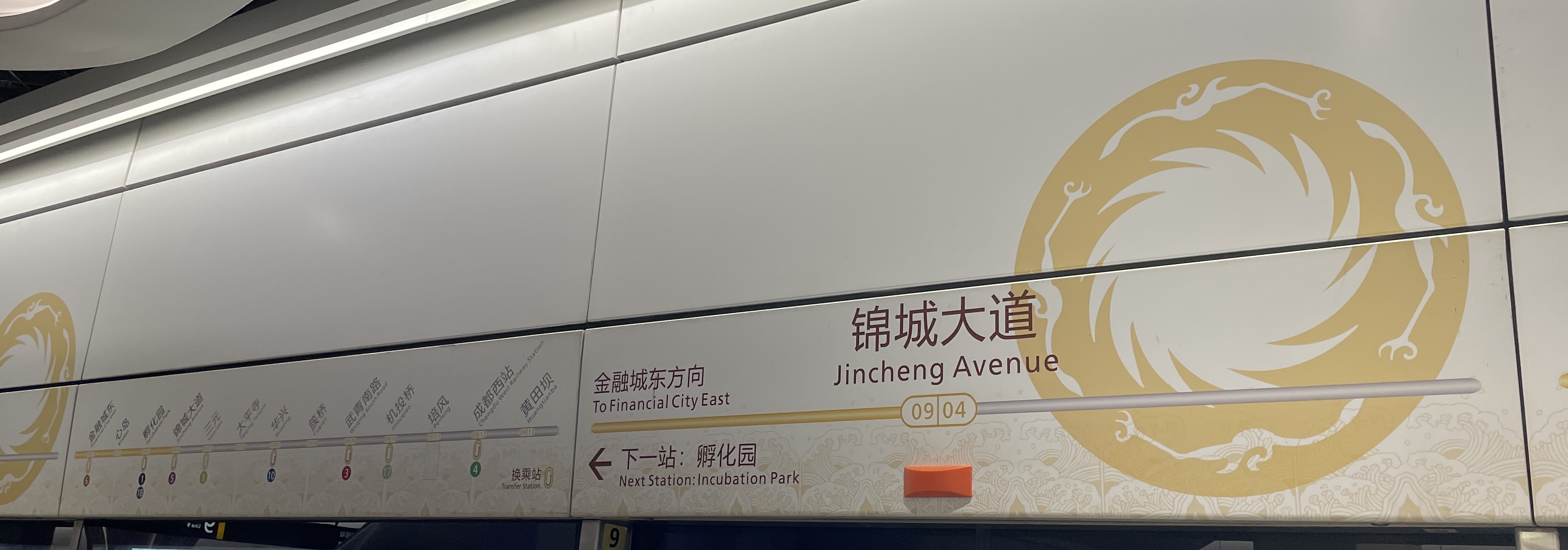
锦城大道站9号线站台

|                              |  | 5号线往华桂路（交子大道） |
| 島式 · 開左邊车门 · 往 9号线 |  |                           |
|                              |  | 5号线往回龙（锦城湖）     |

|                     |  | 9号线往黄田坝（三元）     |
| 島式 · 開左邊车门 · |  |                           |
|                     |  | 9号线往金融城东（孵化园） |

- 锦城大道站9号线站台

## 出入口
本站目前开放4个出入口。
|          |                                |                                  |      |
|          |                                |                                  |      |
| 编号     | 设施                           | 指示                             | 照片 |
|          | 无障碍电梯 无障碍卫生间 哺乳室 | 锦悦西路、成汉南路、锦城公园     |      |
| 出口 · B |                                | 锦城大道、成汉南路               |      |
| 出口 · C |                                | 万象南路、锦城大道、锦尚西二路   |      |
| 出口 · D | 无障碍电梯 无障碍卫生间        | 锦城大道、万象南路、剑南大道北段 |      |